# No.5 (Number Five)
„No.5 (Number Five)“ е петият студиен албум на японската група Morning Musume издаден на 26 март 2003 година от Zetima Records. Албумът достига 1-ва позиция в японската класацията за албуми.

## Списък с песните
1. „Intro“
2. „Do it! Now“
3. „Top!“
4. „Tomodachi ga Ki ni Itte Iru Otoko Kara no Dengon“ (友達(♀)が気に入っている男からの伝言)
5. „Koko ni Iruzee!“ (ここにいるぜぇ！)
6. „'Suggoi Nakama'“ (「すっごい仲間」)
7. „Tsuyoki de Ikōze“ (強気で行こうぜ！)
8. „Megami ~Mousse na Yasashisa~ (оригинална дълга версия)“ (女神～Mousseな優しさ～(оригинална дълга версия))
9. „Yes! Pocky Girls (оригинална дълга версия)“
10. „Hey! Mirai“ (Hey！未来)
11. „Ganbacchae!“ (がんばっちゃえ！)
12. „'Sugoku Sukina no ni... ne'“ (「すごく好きなのに...ね」)
13. „Sotsugyou Ryokō ~Morning Musume Tabidatsu Hito ni Okuru Uta~“ (卒業旅行～モーニング娘。旅立つ人に贈る唄～)